# Deebo Samuel
(en) Statistiques sur pro-football-reference
Tyshun Raequan Samuel, dit Deebo Samuel, est un joueur de football américain né le 15 janvier 1996 à Inman (Caroline du Sud) en Caroline du Sud. Wide receiver, il évolue au niveau universitaire sous le maillot des Gamecocks de la Caroline du Sud avant d'être sélectionné au deuxième tour de la draft 2019 de la NFL par les 49ers de San Francisco. Il rejoint les Commanders de Washington en 2025.

## Biographie
Tyshun Raequan naît le 15 janvier 1996 à Inman en Caroline du Sud. Rapidement, son père Galen le surnomme Deebo en référence au personnage du film Friday joué par Tom Lister, Jr., un voisin qui harcèle et prend tout ce qu'il veut, un comportement qu'il retrouve dans son jeune fils.
Sélectionné au deuxième tour de la draft 2019 de la NFL par les 49ers de San Francisco, Deebo Samuel réussit sa saison débutant dans l'attaque dirigée par Kyle Shanahan, attrapant 57 passes pour 802 yards et trois touchdowns en saison régulière et réalisant un gain total de 159 yards à la course, marquant trois autres touchdowns. Sa vitesse et son agilité lui permettent de se faire remarquer dans le parcours des 49ers jusqu'au Super Bowl LIV. 
En 2021, il est sélectionné pour faire partie du Pro Bowl à Las Vegas.
Deebo Samuel ne parvient pas à réitérer les performances de sa saison All-Pro sur les trois saisons suivantes avec les 49ers : il marque 3 touchdowns à la course et 4 à la réception en 3 saisons.
En mars 2025, Deebo Samuel est envoyé aux Commanders de Washington contre un choix lors du cinquième tour de la draft.

## Statistiques
| Année | Équipe                 | MJ |     | Passes réceptionnées | Passes réceptionnées | Passes réceptionnées | Passes réceptionnées |       | Courses | Courses | Courses | Courses |  | Fumbles | Fumbles |
| Année | Équipe                 | MJ | Nb. | Yards                | Moy.                 | TD                   | Nb.                  | Yards | Moy.    | TD      | Nb.     | Perdus  |  |         |         |
| 2019  | 49ers de San Francisco | 15 | 57  | 802                  | 14,1                 | 3                    | 14                   | 159   | 11,4    | 3       | 2       | 1       |  |         |         |
| 2020  | 49ers de San Francisco | 7  | 33  | 391                  | 11,9                 | 1                    | 8                    | 26    | 3,3     | 0       | 0       | 0       |  |         |         |